# Кортиљоне
Кортиљоне (итал. Cortiglione) је насеље у Италији у округу Асти, региону Пијемонт.
Према процени из 2011. у насељу је живело 416 становника. Насеље се налази на надморској висини од 201 м.

## Становништво
| 1936. | 1951. | 1961. | 1971. | 1981. | 1991. | 2001. | 2011. |
| ----- | ----- | ----- | ----- | ----- | ----- | ----- | ----- |
| 1.060 | 875   | 707   | 635   | 593   | 560   | 568   | 576   |